# Rondo
Rondo og dets franske ækvivalent rondeau er ord, der har været anvendt inden for musik i en flere forbindelser – dog typisk til at betegne en musikalsk form og i reference til en karakter-type, der adskiller sig væsentligt fra formen. Selv om udtrykket i dag kaldes rondoform ses begge udtryk.
Formen startede i barokken som ritornelloformen (fra latin ritornare = "tilbage") der indikerer tilbagevenden til det originale tema eller motiv ("A"). Dette kan eksempelvis ske i formen A-B-A-C-A-D-A-…
Antallet af temaer kan variere fra stykke til stykke, og det periodisk tilbagevendende tema er nogle gange pyntet og ændret for at skabe variation.
I klassisk og romantisk tid blev rondoformen tit brugt i sidste del af en sonate, symfoni, koncert eller i  kammermusik.